# فیکال متر (گروه موسیقی)
فیکال متر (به انگلیسی: Fecal Matter) یک گروه موسیقی پانک راک کوتاه‌عمر در ابردین، واشینگتون بود که در سال ۱۹۸۵ توسط کورت کوبین و دیل کراور تأسیس شد. کوبین بعدها خواننده و گیتاریست اصلی گروه نیروانا شد و کراور هم بعدها به گروه ملوینز ملحق شد. در سال ۱۹۸۶ هم گروه برای مدت کوتاهی با تعدادی عضو جدید به فعالیت پرداخت. تنها اثر این گروه موسیقی، یک آلبوم دمو در سبک پانک‌راک به نام بی‌سوادی شایع خواهد شد (به انگلیسی: Illiteracy Will Prevail) بود که به غیر از یکی از ترانه‌ها به نام Spank Thru، هرگز به طور رسمی منتشر نشد.
گروه در سال ۱۹۸۵ توسط کورت کوبین (گیتاریست و خواننده) و دیل کراور (بیس) و گرگ هوکانسون (درامز) تشکیل شد. آنها چند ماه صرف تمرین کردن برای بازخوانی ترانه‌های دیگر هنرمندان و همچنین خلق آثار جدید کردند تا اینکه هوکانسون در ماه دسامبر از گروه خارج شد. کمی بعد از آن، کوبین و کرانور به منزل عمه کوبین، Mari Earle، در بارین، واشینگتن رفتند تا آلبوم دموی بی‌سوادی شایع خواهد شد را بر روی یک ضبط‌کننده 4-track ضبط کنند. در این آلبوم، کراور هم بیس و هم درامز را نواخته است و کوبین نواختن گیتار و آوازخوانی را بر عهده داشته است. در ژانویه ۱۹۸۶، باز آزبورن و مایک دیلارد به گروه پیوستند و به ترتیب نواختن بیس و درامز را بر عهده گرفتند. آنها برای مدت کوتاهی با هم به نواختن و اجرا کردن پرداختند و گروه در ماه فوریه منحل شد. در کتاب همان‌طور که هستی بیا: داستان نیروانا به قلم مایکل آزراد بیان شده است که کوبین از آزبورن بابت جدی نگرفتن باند و نخریدن یک آمپلی‌فایر مخصوص گیتار بیس ناراحت بود.

## دستاورد
کوبین دمویی که توسط گروه ضبط شده بود را بین دوستان خود پخش کرد. او مدتی در فکر ایجاد کردن یک گروه موسیقی با یکی از آشنایانش به نام کریست ناواسلیک بود. ناواسلیک پس از اینکه به دمو گوش کرد و خصوصاً از ترانه Spank Thru خوشش آمده بود، با ایجاد یک گروه موسیقی موافقت کرد و نیروانا تشکیل شد.
Spank Thru تنها ترانه آلبوم است که به صورت رسمی منتشر شده است. ترانه Downer برای آلبوم اول نیروانا به نام بلیچ دوباره ضبط شد.
در مارس ۲۰۰۶، یک نسخه کم‌کیفیت از این آلبوم دمو، به صورت غیررسمی پخش شد. یک هفته بعد، برای مدت کوتاهی سه تا از ترانه‌های آلبوم در سایت مای‌اسپیس منتشر شدند. این ترانه‌ها توسط Mike Ziegler کلکسیون‌دار و بقیه اشخاصی که دمو را شنیده‌اند، معتبر خوانده شده‌اند. قبلاً در سال ۱۹۷۷ یک نسخه جعلی از این آلبوم به صورت غیرقانونی پخش شده بود که ادعا می‌شد اثر کورت کوبین و گروه فیکال متر است، اما بعدها فاش شد که این آلبوم جعلی بوده است. در سال ۲۰۰۷، ترانه‌های دیگر از این آلبوم مجدداً به صورت غیررسمی منتشر شد. این ترانه‌ها چون بر روی نوار کاست ضبط شده بودند، کیفیت پایینی دارند و برخی از آنها فاقد نام هستند و برخی دیگر به صورت ناقص منتشر شده‌اند.